# Никольский, Геннадий Михайлович
Геннадий Михайлович Никольский (1929—1982) — советский астроном.

## Биография
Родился в Ростове-на-Дону, в 1953 окончил Киевский университет, в 1953—1956 работал на кафедре астрономии этого университета, в 1956—1958 — в Астрофизическом институте АН КазССР. С 1958 работал в Институте земного магнетизма, ионосферы и распространения радиоволн АН СССР (с 1969 возглавлял созданную им лабораторию солнечной активности). С 1971 — профессор.
Основные труды в области физики Солнца и астрономического приборостроения. Совместно с Г. М. Ивановым-Холодным выполнил цикл теоретических исследований коротковолнового излучения Солнца и строения переходной зоны между хромосферой и короной. Занимался также изучением планет, межзвездной среды, зодиакального света, свечения ночного неба. По материалам полных солнечных затмений 25 февраля 1952 и 30 июня 1954, полученным с его участием, провел исследования солнечной короны. Разработал ряд приборов для изучения Солнца: оригинальный внезатменный коронограф со стационарным высокодисперсионным спектрографом (совместно с Г. М. Ивановым-Холодным), крупнейший в мире внезатменный коронограф с объективом диаметром 530 мм (совместно с А. А. Сазановым). Предложил идею нового магнитографа на основе интерферометра Фабри-Перо для измерения магнитных полей в хромосфере и короне Солнца. Создал также прецизионные поляриметры для наблюдения поляризации короны во время солнечных затмений, экспедиционные коронографы. Большое внимание уделял подготовке и проведению внеатмосферных исследований с орбитальных космических станций. Автор эксперимента «Искусственное солнечное затмение» во время совместного полета космических кораблей «Союз» и «Аполлон» (1975).

## Публикации
- Невидимое Солнце : (О коротковолновом излучении Солнца) / Г. М. Никольский, М., Знание, 1980
- Обзор работ Лаборатории солнечной активности за 1976—1982 гг./ Г. М. Никольский М., ИЗМИРАН, 1982